# Forces armées moldaves
Les forces armées de Moldavie se composent de l'armée nationale, elle-même composée 
des forces terrestres d'environ 6 000 hommes et des forces aériennes d'environ 1 300 hommes. La marine moldave d'environ 150 hommes opère sur le Danube et le Dniestr tandis que les Trupele de Carabinieri sont sous la tutelle du  ministère de l'Intérieur. Jusqu'en 2012, la police des frontières moldave (alors connue sous le nom de troupes frontalières) appartenait aux forces armées.
La Moldavie a pris le contrôle des armes dont elle avait hérité de l’Union soviétique, à l’exception de l’escadrille de MiG 29 basée à l’aérodrome de Tiraspol, qui a rallié la Russie, et de l’arsenal de Colbasna (près de Rîbnița), sous contrôle de l’état autoproclamé pro-russe de Transnistrie. Le 30 octobre 1992, à l’issue de la guerre du Dniestr, la Moldavie, vaincue par la 14e armée russe du général Alexandre Lebed après avoir tenté de prendre le contrôle de la Transnistrie, a ratifié le Traité sur les forces armées conventionnelles en Europe, qui limite le nombre de certaines catégories d’armes conventionnelles et qui recommande la destruction de tout excédent. Elle a adhéré au Traité sur la non-prolifération des armes nucléaires en octobre 1994 à Washington (district de Columbia). Elle ne possède pas d’armes nucléaires, biologiques ou chimiques. La Moldavie a rejoint le programme Partenariat pour la paix de l’Organisation du traité de l'Atlantique nord le 16 mars 1994.
La défaite de la guerre du Dniestr mit en évidence la nécessité de créer une armée de métier de 12 000  à   15 000 volontaires. En 1995, les forces armées totalisaient près de 11 000 volontaires et planifiaient la création d'une armée professionnelle sur le modèle de l’armée américaine.

## Armée nationale

### Forces terrestres

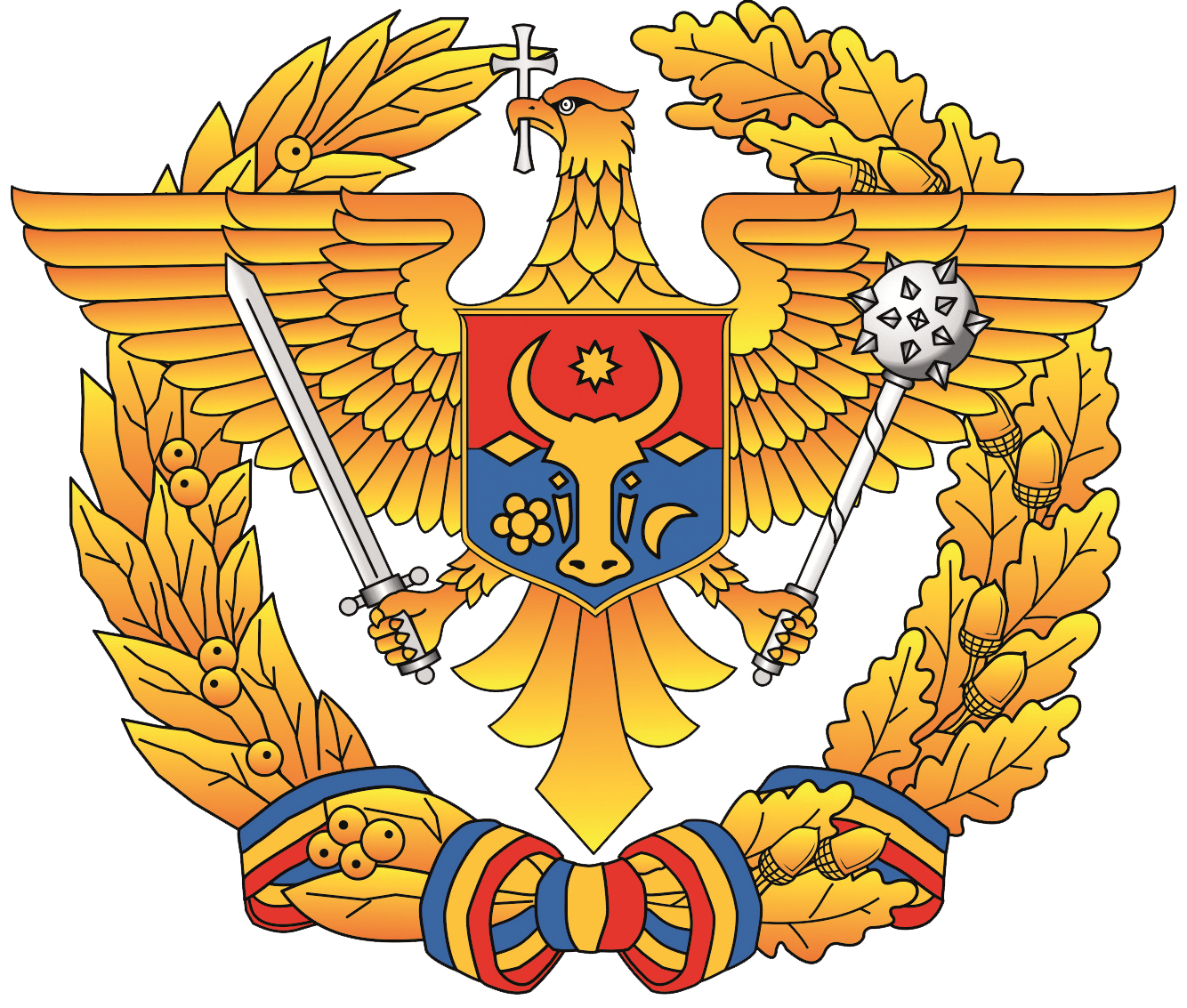
Cocarde des forces armées moldaves.

En 1994, l’armée de terre moldave (dépendant du Ministère de la Défense) était composée de 9 800 hommes répartis en trois brigades armées motorisées, une brigade d’infanterie et une brigade de reconnaissance et d’assaut. Ses équipements militaires comprennent cinquante-cinq missiles balistiques de défense, soixante-dix-sept véhicules de transport de troupes et soixante-sept pouvant en faire office, dix-huit pièces d’artillerie de 122 mm et cinquante-trois de 152 mm, neuf mortiers de 120 mm, soixante-dix AT-4 Spigot, dix-neuf AT-5 Spandrel, et vingt-sept armes guidées anti-tank AT-6 Spiral, un lanceur sans recul 73 mm SPG-9, quarante-cinq canons anti-tanks MT-12 de 100 mm, trente ZU-23 23 mm et douze canons de défense aérienne 57 mm AZP S-60.
Jusqu’à 2006-7, l’armée de terre moldave a été réduite à une force de 5 710 hommes composée de trois brigades motorisées, une brigade d’artillerie, un bataillon de génie, et une unité de garde indépendante. L’équipement comprenait 44  véhicules de combat d'infanterie BMD-1, et 266 véhicules de transport de troupes, y compris 91 TAB-71, aussi bien que 227 pièces d’artillerie.

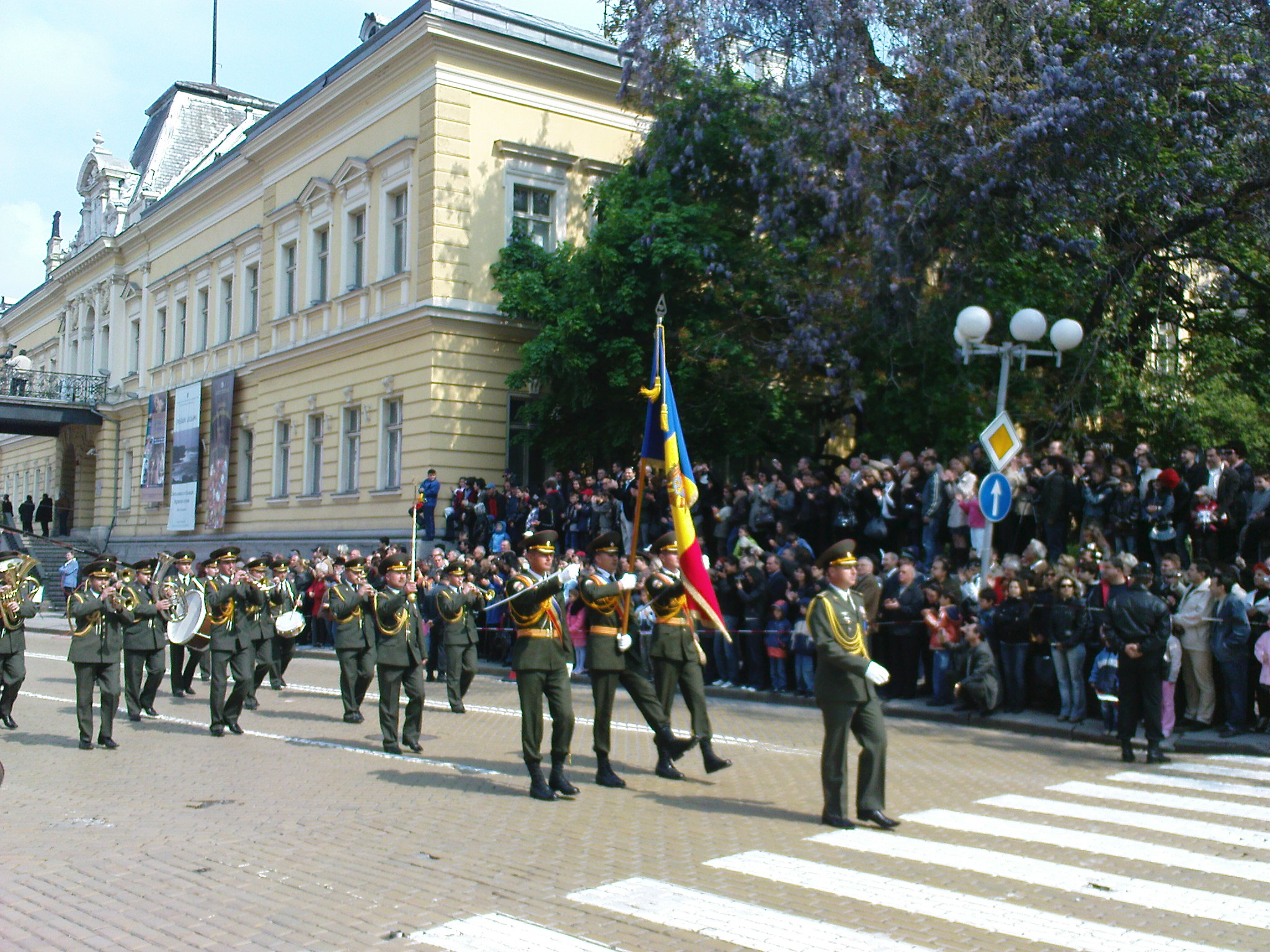
Troupes moldaves paradant à Sofia (Bulgarie) : les uniformes et le pas sont proches du modèle russe mais la manière de marcher au pas est proche du modèle italien.

Actuellement[Quand ?], 355 militaires sont déployés au sein de la PKF chargée de maintenir le statu quo face à la Transnistrie, conformément aux accords signés avec la Russie après la guerre du Dniestr.
En 2022, après le début de la invasion de l'Ukraine par la Russie, divers pays occidentaux se sont engagés à soutenir l’intégrité territoriale de la Moldavie et à fournir une aide énergétique et militaire. Lors d'une visite à Chișinau, la ministre allemande de la Défense, Christine Lambrecht, a déclaré que l'Allemagne était prête à proposer des achats de drones et une formation militaire à la Moldavie. Plus tard dans le mois, le ministre moldave de la Défense, Anatolie Nosatîi, déclare que 90% de l'équipement militaire moldave remontait à l'ère soviétique et avait besoin d'être remplacé de toute urgence. Il  mentionne également que les forces armées sont confrontées à des pénuries d'équipements en raison d'un financement insuffisant.

### Forces aériennes
En 1994, l’Armée de l’air moldave comptait 1 300 hommes répartis entre un régiment de combat, un escadron d'hélicoptères et une brigade de missiles.
Les équipements utilisés comprenaient 31 avion MiG-29 Fulcrum, de 8 hélicoptères Mi-8, 5 avions de transport (dont un Antonov An-72) et 25 missile sol-air SA-3 Goa/SA-5 Gammon. En 2006, il ne restait aucun des quelques MiG 29 basés à l’aérodrome de Chișinău, vendus ou retirés.

## Forces navales
La marine fluviale moldave est réduite aux quelques chaloupes du port de Giurgiulești et de Soroca sur le haut-Dniestr, affectées à la surveillance des frontières. Elle n’est, de fait, composée que de sous-unités des garde-frontières de l’armée de terre. Par le delta du Danube, elle pourrait théoriquement accéder à la mer Noire, comme le font les navires moldaves de commerce, mais ce n’est pas le cas, faute de bâtiments et d’accords avec les pays voisins.

## Engagements internationaux
L’armée moldave est peu engagée dans des opérations internationales. Le 19 mai 2011, six militaires moldaves étaient déployés en Afrique :
- Liberia : 2 observateurs militaires au sein de la MINUL ;
- Côte d'Ivoire : 4 observateurs militaires au sein de l'ONUCI ;
- Kosovo : 41 militaires au sein des casques bleus (ONU) ;
- Liban : 40 militaires au sein des casques bleus (ONU).

## Autres forces militaires présentes en Moldavie
L’armée transnistrienne compte environ 6 500 hommes au total. S’y ajoute l’ancienne 14e armée de la Garde, victorieuse de la Moldavie en 1992 et aujourd’hui appelée « Groupe opérationnel des forces russes en Transnistrie ». Le Groupe opérationnel des forces russes en Transnistrie compte environ 1 500 militaires et comporte un état-major, le 82e bataillon de fusiliers motorisés de la Garde, le 113e bataillon de fusiliers motorisés de la Garde et le 540e bataillon de contrôle. Au total, les forces russes ou pro-russes (9 000 hommes) sont numériquement au moins aussi importantes que les forces moldaves gouvernementales (8 000 hommes).